# Fukushima Azuma Baseball Stadium
Das Fukushima Azuma Baseball Stadium (engl.; japanisch 福島県営あづま球場 Fukushima ken’ei Azuma kyūjō, deutsch ‚präfekturbetriebenes Azuma-Baseballstadion Fukushima‘) ist ein Stadion in der Stadt Fukushima, Japan. Es wird hauptsächlich für Baseballspiele genutzt und ist Teil des Sportkomplexes Azuma Sports Park (Japanese あづま総合運動公園 Azuma sōgō undō kōen). Es wurde 1986 eröffnet und verfügt über eine Kapazität von 30.000 Plätzen.
Während der Olympischen Sommerspiele 2020 wurden hier die Eröffnungsspiele des Softball- und Baseballturniers ausgetragen. Ziel war es zur wirtschaftlichen Wiederbelebung der Region beizutragen, deren Image seit 10 Jahren unter den Nachwirkungen der Nuklearkatastrophe von Fukushima litt.